# 570
570 (DLXX) je bilo navadno leto, ki se je po julijanskem koledarju začelo na sredo.

## Dogodki
- 1. januar

## Rojstva
- 4. april - Hildebert II., kralj Avstrazije in Burgundije († 595)

Neznan datum
- Al-Mutana ibn Harita, general Rašidunskega kalifata († 635)
- Li Daši, kitajski zgodovinar († 628)
- Mohamed, arabski prerok, začetnik islama, (približno med letoma 567 in 572) († 632)